# Мережа (фільм, 1995)
«Мережа» (англ. The Net) — американський бойовик 1995 року режисера Ірвіна Вінклера. Головні ролі зіграли Сандра Буллок, Джеремі Нортем, Денніс Міллер, Діана Бейкер, Венді Газель і Кен Говард.
У фільмі системний аналітик з невеликою кількістю особистих контактів дізнається, що всі записи про її життя були видалені, а її будинок — спорожнілий. Вона повинна знайти спосіб відновити свою ідентичність.

## Сюжет
В сюжеті фільму відбивається страх сучасної людини, всі сфери життя якої вже давно контролюються за допомогою комп'ютерів, а майже вся інформація зберігається в комп'ютерних базах даних. Спеціаліст з комп'ютерної безпеки Анжела Беннет випадково отримує від свого колеги Дейла екземпляр троянської програми, яку розробив кібертерорист на псевдо «Преторіанець». Цим кодом, під виглядом антивірусної програми, були заражені всі важливі комп'ютерні системи — банки, аеропорти, навіть бази даних ФБР. Зрештою Дейл гине в авіакатастрофі, викликаній збоєм системи навігації, а Анжела вирушає у відпустку до Мексики, де знайомиться з Джеком Делвіном — чоловіком її мрії. Пізніше з'ясовується, що він працює на Преторіанця, і він намагається вбити Анжелу при спробі відібрати в неї дискету зі зразком троянської програми, та Анжелі вдається втекти на човні. Зіткнувшись із рифом, Анжела непритомніє і приходить до тями в одній з мексиканських лікарень.
Намагаючись повернутися в США, вона дізнається, що всі її дані змінено — тепер на її роботу ходить інша жінка (під її ім'ям), її будинок продається, а вона — якась Рут Маркс, яку розшукує поліція за цілою купою звинувачень від уживання наркотиків до проституції. Анжела була типовим комп'ютерником і мало спілкувалася з іншими людьми, тому єдина людина, яка може підтвердити її історію — психіатр Алан. Втім, за допомоги Преторіанця, він досить швидко опиняється спочатку на лікарняному ліжку, а потім на тому світі після того, як у його комп'ютерній анкеті один за одним змінюються діагнози та призначені ліки.

Значок преторіанців

Анжела повертається на своє місце роботи, де знаходить справжню Рут Маркс (яка займає місце Анжели), та, за допомогою пожежної сигналізації, отримує доступ до її комп'ютера і з паролем Рут копіює на дискету свідчення проти мільярдера Джефа Грега, котрий ховався під ніком «Преторіанець», та його найманців. На виставці з публічного термінала Анжела відправляє електронний лист у ФБР зі всіма доказами й встигає замінити дискету з даними на дискету з вірусом перед тим, як її ловить Джек, котрий через вірусну дискету однією кнопкою стирає все, що накоїв у базах даних Преторіанець, повертаючи головній героїні її життя. Анжела тим часом утікає в темні технічні коридори, де Джек випадково вбиває Рут. Коли він нарешті наздоганяє Анжелу, вона вдаряє його вогнегасником і скидає з даху. Завершується все гучним арештом Грега та поверненням Анжели до спокійного життя зі своєю матір'ю, хворою на синдром Альцгеймера.

## Ролі
| Актор          | Роль                        |
| -------------- | --------------------------- |
| Сандра Буллок  | Анджела Беннетт             |
| Джеремі Нортем | Джек Девлін                 |
| Денніс Міллер  | доктор Алан Чемпіон         |
| Діана Бейкер   | місіс Беннет                |
| Венді Газель   | Рут Маркс/«Анджела Беннетт» |
| Кен Говард     | Майкл Бергстром             |
| Рей Маккіннон  | Дейл                        |
| Джеральд Бернс | Джефф Грегг                 |

## Виробництво
У жовтні 1994 року Баллок зобов'язалася зніматися у фільмі «Мережа» з середини січня до 10 квітня 1995 року. «Мережа» був знятий у Moscone Center у Сан-Франциско в четвер, 5 січня 1995 року, під час Macworld, а також у Вашингтоні, округ Колумбія, у квітні 1995 року.

## Сприйняття
Запланований бюджет $ 22 млн. Дата виходу фільму 28 липня 1995 року, чистий прибуток $ 50 727 965 у вітчизняному касовому зборі. На закордонних ринках фільм зібрав $ 110 627 965 по всьому світу і ще $ 23 771 600 в найм (США).

### Критика
Фільм не отримав схвалення і в цілому на думку більшості критиків виявився провальним, зібравши рейтинг усього 30 % на Rotten Tomatoes.

### Нагороди
| Дата церемонії | Нагорода    | Категорія                           | Номінанти     | Результат | Примітки                        |
| -------------- | ----------- | ----------------------------------- | ------------- | --------- | ------------------------------- |
| 1996           | Yoga Awards | Найгірша іноземна акторка           | Сандра Буллок | Перемога  | Разом із фільмом «Поки ти спав» |
| 1997           | «Юпітер»    | Найкраща акторка міжнародного рівня | Сандра Буллок | Перемога  | Разом із фільмом «Час убивати»  |

## Продовження
Продовження під назвою «Мережа 2.0» з Ніккі ДеЛоач у ролі Хоуп Кессіді та режисером Чарльзом Вінклером, сином Ірвіна Вінклера, було анонсовано в лютому 2005 року. У 2006 році сиквел випущений безпосередньо на відео і розповідав про молоду системну аналітикиню, яка прибула у Стамбул на свою нову роботу, щоб виявити, що її особистість була вкрадена.
Фільм породив однойменний американський телесеріал із Брук Ленгтон у ролі Анджели Беннет.

## Цікаві факти
Значення чисел у IP може бути тільки від 0 до 255, а у фільмі в даних IP число перевищує це значення, що, напевно, зроблено навмисно.

## Кіноляпи

Ілюстрація кіноляпи

- Коли Анджела входить у будівлю Кафідрал, на вулиці день, але після того, як вона увімкнула пожежну тривогу, видно, що на вулиці вже вечір.
- Коли Анджела вводить ім'я Praetorian, щоб знайти його IP, спочатку на екран виводиться 75.748.86.91, а буквально через секунду, на екрані вже інший IP 23.75.345.200, при цьому жоден з них не може існувати з точки зору сучасних мережевих технологій.